# Antoni Ludwiczak
Antoni Ludwiczak (ur. 16 maja 1878 w Kostrzynie Wielkopolskim, zm. 17 czerwca 1942 w Hartheim) – polski duchowny katolicki, bibliotekarz, działacz społeczny, męczennik.

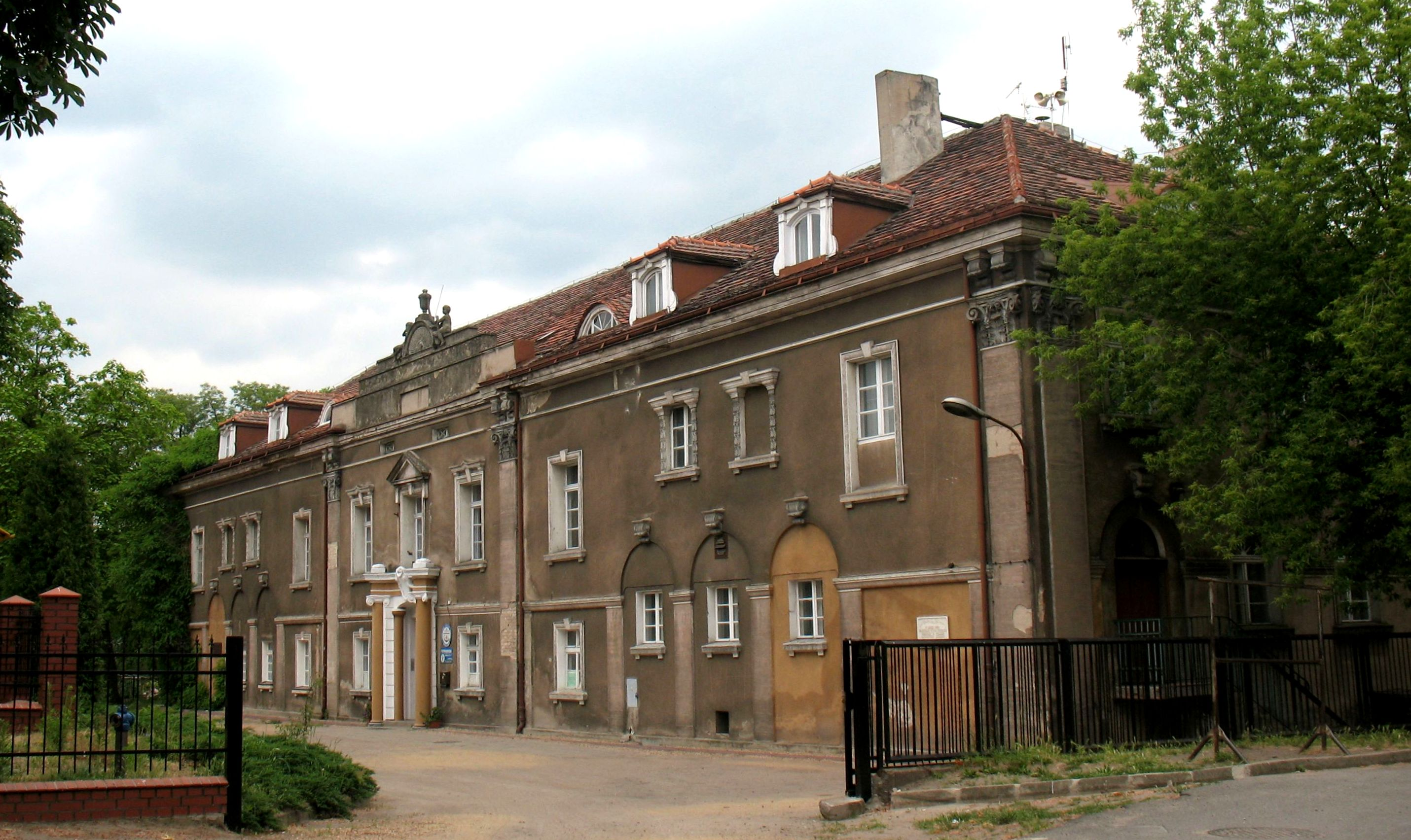
Budynek przy ul. ks. Antoniego Ludwiczaka w Gnieźnie, w okresie II RP pierwszy w Polsce Uniwersytet Ludowy

## Życiorys
Syn Jana i Salomei z domu Pawela. Absolwent Gimnazjum Marii Magdaleny w Poznaniu oraz seminarium duchownego w Gnieźnie i Poznaniu. Był członkiem Ligi Narodowej po 1900 roku. Założyciel konspiracyjnego Towarzystwa Tomasza Zana. Proboszcz parafii w Chełmcach k. Inowrocławia. Działacz i wieloletni prezes Towarzystwa Czytelni Ludowych. Członek zwyczajny Poznańskiego Towarzystwa Przyjaciół Nauk. Był delegatem na Polski Sejm Dzielnicowy w Poznaniu w 1918 roku. Przewodniczący Warmińskiego Komitetu Plebiscytowego (od kwietnia 1920). Założył pierwszy w Polsce uniwersytet ludowy (1921) w Dalkach (obecnie dzielnica Gniezna). Prezes Narodowego Stronnictwa Ludowego (1919). Poseł na Sejm Ustawodawczy w latach 1919–1921. Był członkiem klubu Narodowego Zjednoczenia Ludowego. Aresztowany przez funkcjonariuszy Gestapo w listopadzie 1939. Więzień niemieckich obozów koncentracyjnych w Stutthofie, Sachsenhausen i Dachau. Zginął w komorze gazowej w austriackim Hartheim.

## Ordery i odznaczenia
- Krzyż Niepodległości (17 września 1932)[5]
- Krzyż Oficerski Orderu Odrodzenia Polski (30 kwietnia 1925)[6][7]
- Srebrny Wawrzyn Akademicki (7 listopada 1936)[8][9]

## Upamiętnienie
Jego imieniem nazwano ulicę na osiedlu Dalki w Gnieźnie.

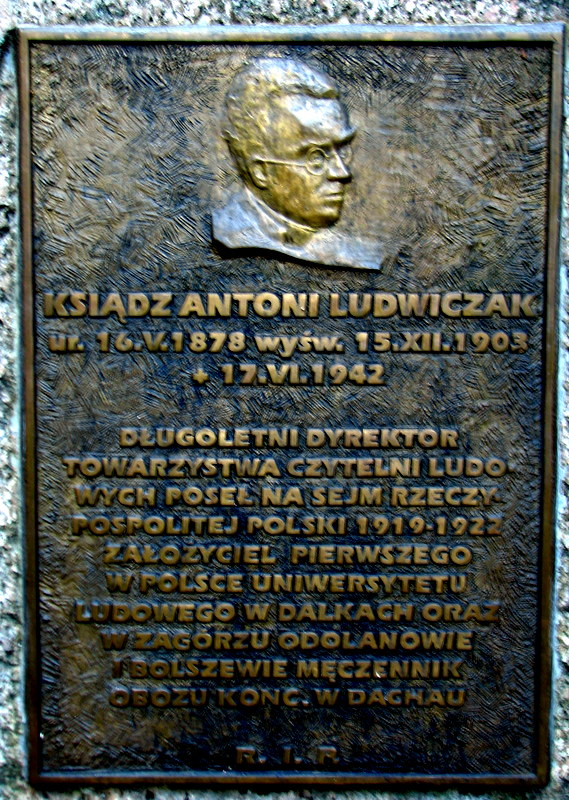
Gniezno. Tablica upamiętniająca ks. Antoniego Ludwiczaka